# Peine de mort en Alaska
Pour un article plus général, voir Peine de mort aux États-Unis.
 (août 2025).
La peine de mort en Alaska est l'application de la peine de mort aux États-Unis au niveau fédéral dans l'État fédéré de l'Alaska.
L'Alaska est le seul État américain abolitionniste à ne pas avoir la perpétuité réelle en alternative. 

## Historique
L'Alaska procède à sa dernière pendaison en 1950, puis abolit la peine de mort en 1957.  
En octobre 2006, Sarah Palin, alors candidate au poste de gouverneur de l'Alaska déclare que si la législature de l'Alaska votait une loi rétablissant la peine de mort, elle signerait cette loi. 
En janvier 2009, un sénateur de l'État propose sans succès de rétablir la peine de mort.